# Prix du livre autrichien
 (juin 2023).
La mise en forme du texte ne suit pas les recommandations de Wikipédia : il faut le « wikifier ».
Les points d'amélioration suivants sont les cas les plus fréquents :
- Les titres sont pré-formatés par le logiciel. Ils ne sont ni en capitales, ni en gras.
- Le texte ne doit pas être écrit en capitales (les noms de famille non plus), ni en gras, ni en italique, ni en « petit »…
- Le gras n'est utilisé que pour surligner le titre de l'article dans l'introduction, une seule fois.
- L'italique est rarement utilisé : mots en langue étrangère, titres d'œuvres, noms de bateaux, etc.
- Les citations ne sont pas en italique mais en corps de texte normal. Elles sont entourées par des guillemets français : « et ».
- Les listes à puces sont à éviter, des paragraphes rédigés étant largement préférés. Les tableaux sont à réserver à la présentation de données structurées (résultats, etc.).
- Les appels de note de bas de page (petits chiffres en exposant, introduits par l'outil «  Source ») sont à placer entre la fin de phrase et le point final[comme ça].
- Les liens internes (vers d'autres articles de Wikipédia) sont à choisir avec parcimonie. Créez des liens vers des articles approfondissant le sujet. Les termes génériques sans rapport avec le sujet sont à éviter, ainsi que les répétitions de liens vers un même terme.
- Les liens externes sont à placer uniquement dans une section « Liens externes », à la fin de l'article. Ces liens sont à choisir avec parcimonie suivant les règles définies. Si un lien sert de source à l'article, son insertion dans le texte est à faire par les notes de bas de page.
- La présentation des références doit suivre les conventions bibliographiques. Il est recommandé d'utiliser les modèles {{Ouvrage}}, {{Chapitre}}, {{Article}}, {{Lien web}} et/ou {{Bibliographie}}. Le mode d'édition visuel peut mettre en forme automatiquement les références.
- Insérer une infobox (cadre d'informations à droite) n'est pas obligatoire pour parachever la mise en page.

Pour une aide détaillée, merci de consulter Aide:Wikification.
Si vous pensez que ces points ont été résolus, vous pouvez retirer ce bandeau et améliorer la mise en forme d'un autre article.
Le Prix du livre autrichien (en allemand : Österreichischer Buchpreis) est un prix national autrichien et un prix littéraire décerné depuis 2016 par le ministère fédéral des Arts, de la Culture, de la Fonction publique et des Sports (BMKÖS) de la République d'Autriche. L'initiateur et l'organisateur du prix est la Fédération des libraires autrichiens. Le lauréat ou la lauréate reçoit 20 000 euros tandis que les finalistes reçoivent 2 500 euros. Outre le Prix du livre autrichien est décerné le Prix du livre autrichien pour un premier ouvrage, doté de 10 000 euros.

## Nominations et lauréats

### 2016

#### Prix du livre autrichien
- Lauréate :
  - fleurs de Friederike Mayröcker[1]
- Finalistes (Shortlist) :
  - Daldossi oder Das Leben des Augenblicks de Sabine Gruber
  - Suchbild mit Katze de Peter Henisch
  - Die Annäherung d'Anna Mitgutsch
  - Die Auswandernden de Peter Waterhouse (Auteur) und Nanne Meyer (Illustrations)

#### Prix du livre autrichien pour un premier ouvrage
- Lauréate :
  - Traurige Freiheit de Friederike Gösweiner (de)[2]

- Finalistes (Shortlist) :
  - Und was hat das mit mir zu tun? de Sacha Batthyany
  - Blauschmuck de Katharina Winkler

#### Jury 2016
- Klaus Amann
- Sandra Kegel
- Kurt Reissnegger
- Brigitte Schwens-Harrant

### 2017

#### Prix du livre autrichien
- Lauréate :
  - Tiere für Fortgeschrittene d'Eva Menasse
- Finalistes (Shortlist) :
  - Brigitta Falkner: Strategien der Wirtsfindung
  - Olga Flor: Klartraum
  - Paulus Hochgatterer: Der Tag, an dem mein Großvater ein Held war
  - Robert Menasse: Die Hauptstadt

#### Prix du livre autrichien pour un premier ouvrage
- Lauréate :
  - Sechzehn Wörter de Nava Ebrahimi[3]

- Finalistes (Shortlist) :
  - Mascha Dabić: Reibungsverluste
  - Irene Diwiak: Liebwies

#### Jury 2017[4]
- Petra Hartlieb
- Klaus Kastberger
- Klaus Nüchtern
- Wiebke Porombka

### 2018

#### Prix du livre autrichien
- Lauréat :
  - Königin der Berge de Daniel Wisser (de)[5]
- Finalistes (Shortlist) :
  - Milena Michiko Flašar: Herr Katō spielt Familie
  - Gerhard Jäger: All die Nacht über uns
  - Heinrich Steinfest: Die Büglerin
  - Josef Winkler: Laß dich heimgeigen, Vater, oder Den Tod ins Herz mir schreibe

#### Prix du livre autrichien pour un premier ouvrage
- Lauréate :
  - Alles was glänzt de Marie Gamillscheg (de)

- Finalistes (Shortlist) :
  - Ljuba Arnautović: Im Verborgenen
  - David Fuchs: Bevor wir verschwinden

#### Jury 2018[6]
- Bernhard Fetz
- Konstanze Fliedl
- Jens Jessen
- Evelyne Polt-Heinzl
- Bettina Wagner

### 2019

#### Prix du livre autrichien
- Lauréat :
  - Als ich jung war de Norbert Gstrein[7]
- Finalistes (Shortlist) :
  - Raphaela Edelbauer: Das flüssige Land
  - Karl-Markus Gauß: Abenteuerliche Reise durch mein Zimmer
  - Sophie Reyer: Mutter brennt
  - Clemens J. Setz: Der Trost runder Dinge

#### Prix du livre autrichien pour un premier ouvrage
- Lauréate :
  - Vater unser d'Angela Lehner (de)

- Finalistes (Shortlist) :
- Marko Dinić: Die guten Tage
- Tanja Raich: Jesolo

#### Jury 2019[8]
- Pia Janke
- Robert Renk
- Christian Schacherreiter
- Anne-Catherine Simon
- Uwe Wittstock

### 2020

#### Prix du livre autrichien
- Lauréat :
  - Geschichten mit Marianne de Xaver Bayer (de) [9]
- Finalistes (Shortlist) :
  - Helena Adler: Die Infantin trägt den Scheitel links
  - Monika Helfer: Die Bagage
  - Karin Peschka: Putzt euch, tanzt, lacht
  - Cornelia Travnicek: Feenstaub

#### Prix du livre autrichien pour un premier ouvrage
- Lauréat :
  - Die Forelle de Leander Fischer (de)

- Finalistes (Shortlist) :
  - Gunther Neumann: Über allem und nichts
  - Mercedes Spannagel: Das Palais muss brennen

#### Jury 2020
- Sebastian Fasthuber
- Nicole Henneberg
- Klaus Seufer-Wasserthal
- Ulrike Tanzer

### 2021

#### Prix du livre autrichien
- Lauréate :
  - DAVE de Raphaela Edelbauer (de)[10]
- Finalistes (Shortlist) :
  - Anna Baar: Nil
  - Daniela Chana: Neun seltsame Frauen
  - Olga Flor: Morituri
  - Ferdinand Schmalz: Mein Lieblingstier heißt Winter

#### Prix du livre autrichien pour un premier ouvrage
- Lauréate :
  - Revolver Christi d'Anna Albinus (de)

- Finalistes (Shortlist) :
  - Anna Felnhofer: Schnittbild
  - Clemens Bruno Gatzmaga: Jacob träumt nicht mehr

#### Jury 2021
- Tilman Eder
- Walter Grond
- Manuela Reichart
- Daniela Strigl
- Peter Zimmermann

### 2022

#### Prix du livre autrichien
- Lauréate :
  - Mon Chéri und unsere demolierten Seelen de Verena Roßbacher (de) [11]
- Finalistes (Shortlist) :
  - Helena Adler: Fretten
  - Reinhard Kaiser-Mühlecker: Wilderer
  - Anna Kim: Geschichte eines Kindes
  - Robert Menasse: Die Erweiterung

#### Prix du livre autrichien pour un premier ouvrage
- Lauréate :
  - Luftpolster de Lena-Marie Biertimpel (de)

- Finalistes (Shortlist) :
  - Sirka Elspaß: ich föhne mir meine wimpern
  - Anna Maria Stadler: Maremma

#### Jury 2022
- Bernhard Bastien
- Edith-Ulla Gasser
- Stefan Gmünder
- Katharina Teutsch
- Günther Stocker

### 2023

#### Prix du livre autrichien
- Lauréat :
  - Monde vor der Landung de Clemens J. Setz[12]
- Finalistes (Shortlist) :
  - Milena Michiko Flašar: Oben Erde, unten Himmel
  - Wolf Haas: Eigentum
  - Maja Haderlap: Nachtfrauen
  - Teresa Präauer: Kochen im falschen Jahrhundert

#### Prix du livre autrichien pour un premier ouvrage
- Lauréate :
  - Drama d'Arad Dabiri

- Finalistes (Shortlist) :
  - Thomas Oláh: Doppler
  - Eva Reisinger: Männer töten

#### Jury 2023
- Verena Brunner-Loss
- Imogena Doderer
- Joachim Leitner
- Katrin Schumacher
- Norbert Christian Wolf

### 2024

#### Prix du livre autrichien
- Lauréat ou lauréate :
- Finalistes (Shortlist) :

#### Prix du livre autrichien pour un premier ouvrage
- Lauréat ou lauréate :

- Finalistes (Shortlist) :

#### Jury 2024
- Peter Breuer-Guttmann
- Milena Michiko Flašar
- Ursula Fuchs
- Michael Höller
- Florian Petautschnig